# Pangadegan (Rancakalong)
Pangadegan is een bestuurslaag in het regentschap Sumedang van de provincie West-Java, Indonesië. Pangadegan telt 4733 inwoners (volkstelling 2010).